# Mohsine Moutouali
Mohsine Moutouali ou Moutaouali (en arabe: محسن متولي) né le 3 mars 1986 à Casablanca, est un footballeur international marocain évoluant au poste d'attaquant à Ittihad de Tanger et à l'équipe nationale du Maroc.
Il commence le football dans sa ville natale de Casablanca au sein du Raja Club Athletic, quand il intègre son centre de formation en 2001. Très tôt, il atteint l'équipe espoir du club avant qu'il ne soit prêté en 2006 à l'Union Touarga, où finit meilleur buteur de l'équipe en Botola 2 avec dix buts . Il fait son retour la saison suivante et s'impose comme un élément crucial pour le Raja, avec qui il remporte de nombreux trophées à l'image du Championnat marocain en 2009, 2011 et 2013, et la Coupe du trône en 2012. La saison 2013-2014 est particulièrement réussie pour Moutouali sur le plan individuel, où il porte le brassard de capitaine lors de la finale de la Coupe du monde des clubs 2013 face au Bayern Munich, mais collectivement, l'équipe perd la finale de la coupe du trône aux tirs au but et cède le championnat à l'ultime journée. En 2014, il part pour la Q-League où il évolue successivement pour Al Wakrah SC, Al Rayyan SC et Al Ahli SC. En 2019, le capitaine du Raja CA revient et remporte le championnat en 2020, la Coupe de la confédération en 2021 et le Championnat arabe des clubs en 2021. En 2022, il joue sa dernière saison au sein de son club de cœur et termine meilleur passeur avant de rallier le club libyen de Al-Ahli SC. En 2023, il revient au pays et s'engage avec l'Ittihad de Tanger.
Avec la sélection du Maroc, il joue successivement pour les cadets, les juniors et le olympiques avant d'être convoqué pour la première fois en Équipe A par Rachid Taoussi pour prendre part aux Qualifications à la Coupe d'Afrique des nations de 2013. Il participe avec les Lions de l'Atlas au Championnat d'Afrique des nations 2014, où il inscrit notamment un doublé mémorable contre le Nigeria en quart de finale.
Il est désigné meilleur joueur du championnat marocain à trois reprises en 2011, 2013 et 2014, et meilleur passeur en 2011. Il a également été sacré meilleur buteur du Raja en 2009 et 2020, et meilleur passeur en 2009, 2011, 2014, 2020 et 2022.

## Biographie

### Carrière en club

#### Naissance et jeunesse
Mohsine Moutouali voit le jour le 3 mars 1986 dans le quartier populaire de Derb Sultan à Casablanca, fief du football au Maroc. Amoureux du Raja dès son plus jeune âge, il se rendait au Stade Mohammed V afin de supporter son équipe préférée, et précisément au virage Curva Sud Magana où se réunissait les plus fanatiques des supporters. Paradoxalement, il fait ses débuts au football dans le camp opposé, chez le Wydad AC, mais il ne se sent pas à sa place et peine à exprimer son talent.

#### Raja Club Athletic

##### Parcours junior (1994-2006)
Âgé de 8 ans, Mohsine suit son destin et rejoint le centre de formation de son équipe de toujours, le Raja Club Athletic. Passionné par son jeu orienté vers le spectacle avec l'obligation de produire du jeu, il ne tarde pas à montrer l'étendue de son talent et à séduire les dirigeants et les entraîneurs du club.
C’est en 2001 que les responsables du club vert, tentent le pari de le recruter parmi les juniors, alors qu’il avançait à peine sur ses quinze ans. C’est ainsi qu’il a joué, durant cinq ans, avec une génération de joueurs talentueux tels que Mohamed Oulhaj, Ismail Benlamaalem, Said Fettah, Yassine Salhi et Abdessamad Ouhaki, des noms qui vont faire la gloire du Raja quelques années après.
Le 22 mars 2006, il est convoqué pour la première fois en équipe première pour le compte des huitièmes de finale de la Coupe du trône contre le Tihad Athletic Sport. Il assiste à la rencontre du banc de touche où le Raja s'impose grâce à un doublé de Abdelouahed Chakhsi (2-0).
Le 7 juin au Stade Boubker Ammar, au titre de la 30e journée du championnat contre l'Association sportive de Salé, il fait sa première apparition avec l'équipe A du Raja en remplaçant Soufiane Alloudi en seconde mi-temps. Les Verts s'imposent avec des buts de Mouhcine Iajour et Benaziza.

##### Prêt à Touarga (2006-2007)
Pour le compte de la saison 2006-2007, il est prêté pour une année à l'Union de Touarga, qui évoluait alors en deuxième division, afin de disputer des matchs plus compétitifs et développer au mieux ses capacités physiques et techniques.
L'équipe finit le championnat en quatrième position grâce à un Mohsine qui s'avère décisif en marquant 10 buts en 27 matchs.
Ses bonnes prestations avec l'Union de Touarga n'échappent pas aux yeux de la direction technique du club vert, qui décident de le recruter à nouveau, et lui propose de signer son premier contrat professionnel avec le club.

##### Première saison avec l'équipe A (2007-2008)
Il entame sa première année avec le Raja avec le technicien français Jean-Yves Chay où il est épaulé par l'entraîneur actuel du club Jamal Sellami. Cependant, s'imposer au milieu d'une ligne d'attaque qui compte des noms tels que Omar Nejjary, Ciré Dia, Hassan Taïr, André Senghor et Abdellah Jlaidi, n'est pas chose facile.
Le 22 septembre 2007, il dispute sa première rencontre en tant que titulaire contre l'Olympique Club de Khouribga au compte de la première journée du championnat. Le match se solde sur un score nul 1-1 où le but du Raja fut marqué par Abdellah Jlaidi.

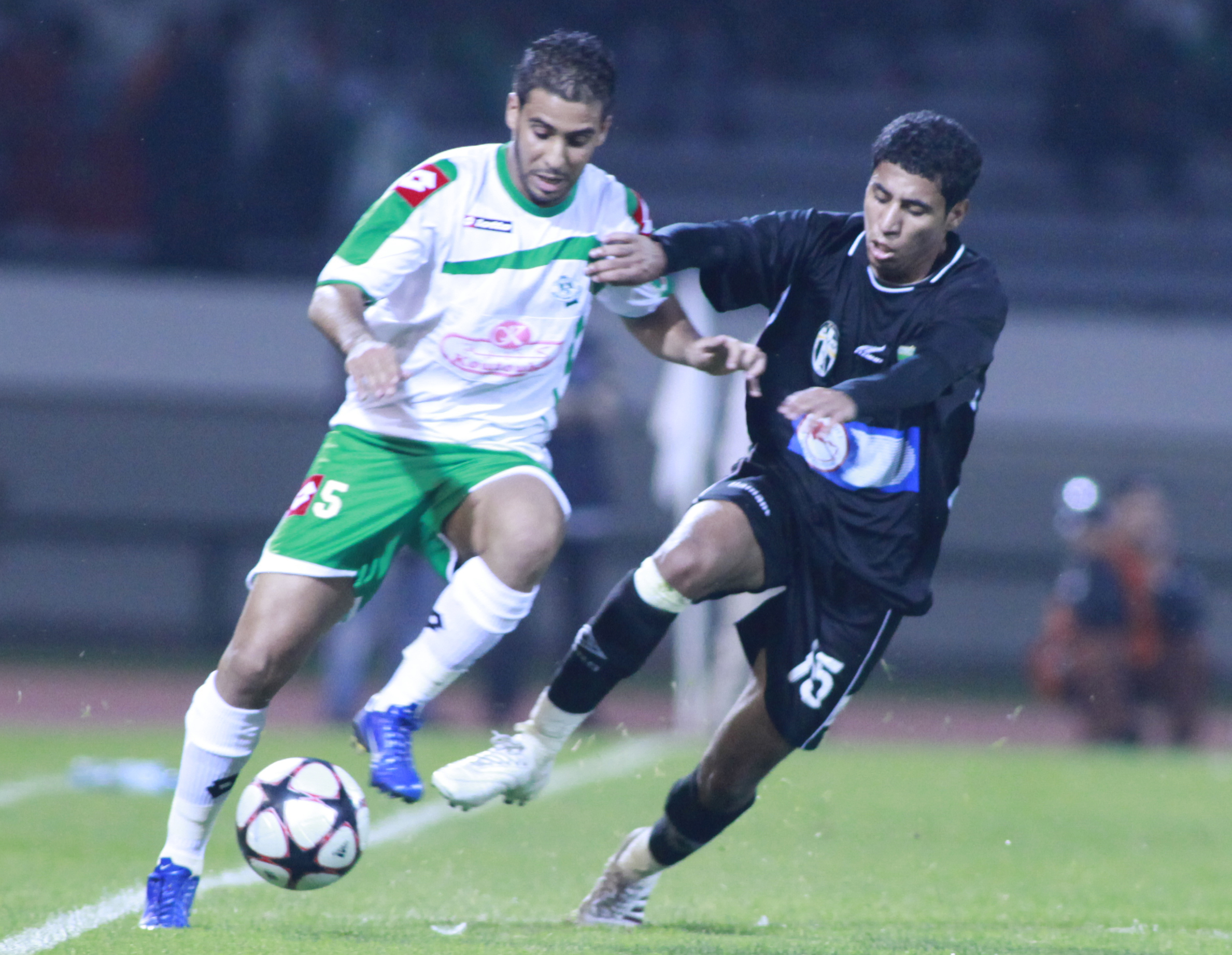
Mohsine Moutouali contre l'Entente de Sétif en 2009

Le 20 février 2008, il est titulaire contre l'Entente de Sétif au titre du quatrième match de la phase de groupes de la Ligue des champions arabes. Il effectue un lob sur le gardien adverse Samir Hadjaoui pour délivrer la passe du but à Senghor à la 60e minute de jeu.
Le 5 avril, au titre des huitièmes de finale de la Coupe du trône contre le Kawkab de Marrakech, il inscrit son premier but avec le Raja d'un tir à la 101e minute, un but synonyme de qualification aux quarts de finale (2-1).
Le 27 avril, le Verts se déplacent à El Jadida pour s'opposer au Difaâ Hassani d'El Jadida au titre de la 27e journée du championnat. Après le but de André Senghor, Mohsine double la mise à la 11e minute pour marquer son premier but en championnat (score finale: 4-3).

##### Premiers succès (2008-2009)

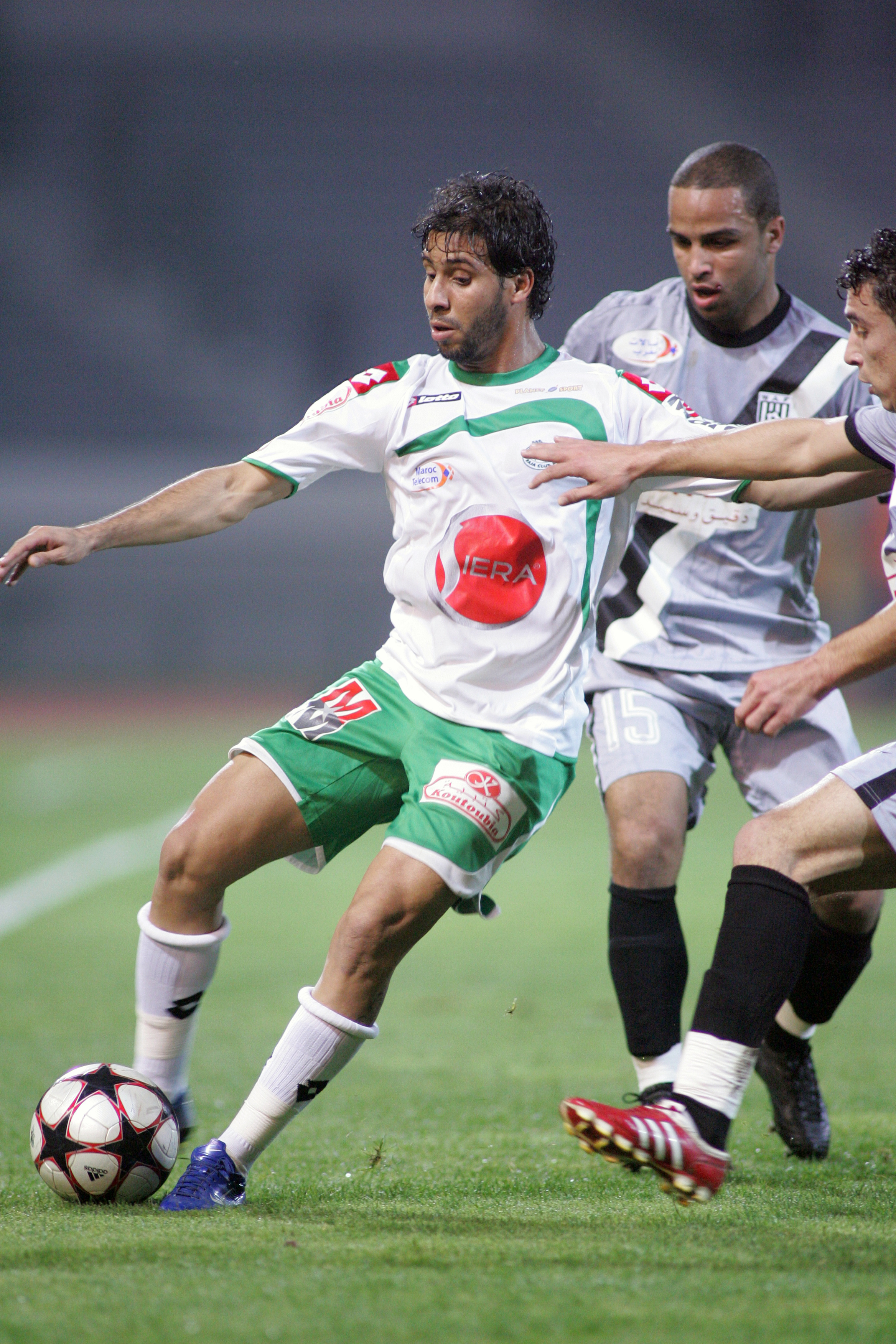
Mohsine Moutouali contre le Wydad de Fès en 2010

La saison suivante, le nouveau coach en chef José Romão accorde à Moutouali plus de liberté qui revient désormais fréquemment au milieu de terrain, et devient vite, un relais décisif entre la défense et l'attaque.
Le 29 octobre, il inscrit le deuxième but contre les Syriens de Al Taliya Hama au titre du premier tour de la Ligue des champions arabes (score final : 4-0).
L'attaque qu'il forme aux côtés de Hassan Tair, Omar Najdi et Omar Nejjary permet au Raja de remporter le championnat avec 7 points d'avance sur son dauphin, il est même sacré meilleur buteur (10 buts) et meilleur passeur (4 passes décisives) des verts cette année. Avec son style de jeu spectaculaire et son amour inconditionnel pour le maillot, il devient le chouchou du public qui le compare à Diego Maradona : Bombonero Bombonera, Mohsine Moutouali Maradona! .

##### Une méforme collective (2009-2010)
La saison suivante est beaucoup plus compliquée pour l'équipe, même si Moutouali fait de bonnes prestations aux côtés de Yassine Salhi et Omar Najdi, cela ne suffit pas et le Raja est éliminé précocement de la Coupe nord-africaine des clubs champions et de la Ligue des champions.
Le 15 mai 2010 au Stade Moulay-Abdellah, lors de l'ultime journée du championnat, les verts avaient besoin d'une victoire à Rabat face aux FAR pour être sacré champions, mais le but de Ouaddouch à la 60e minute anéantit leurs rêves, et offre le titre au Wydad.
Au terme de la saison, il finit troisième au classement des meilleurs buteurs du Raja avec huit réalisations.

##### Saison réussie et deuxième sacre en championnat (2010-2011)

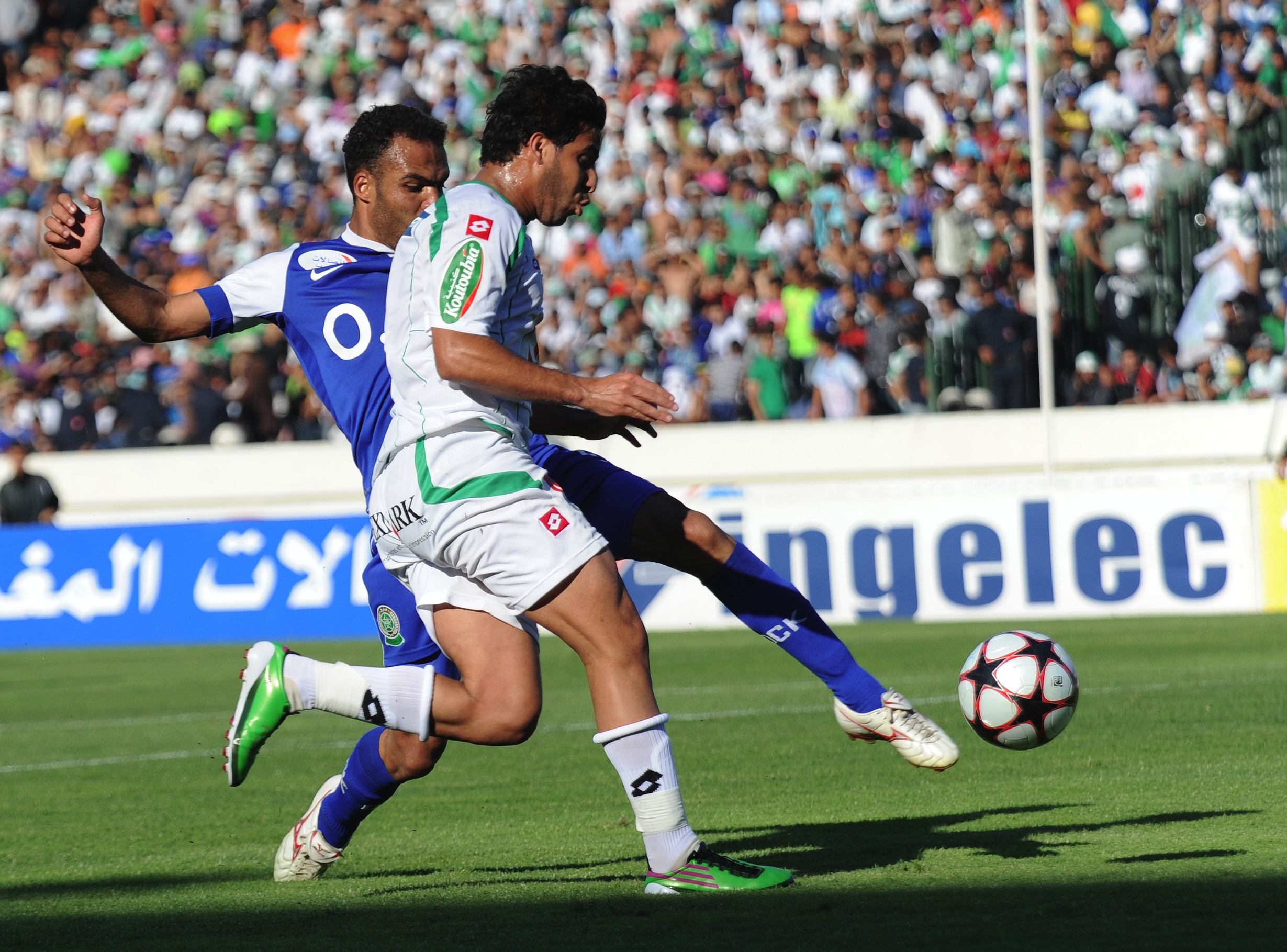
Mohsine Moutouali provoquant le penalty qu'il marquera, pour offrir le championnat au Raja

La saison 2010-2011 est l'une des meilleures de Moutouali avec le Raja. En effet, les verts dominent le championnat et se qualifient pour la phase des groupes de la Ligue des champions. M'hamed Fakhir accorde à Moutouali beaucoup liberté de placement sur le terrain et devient le maître à jouer du Raja, il est de ce fait, sollicité par plusieurs équipes à l'étranger.
Le 18 mars 2010, à la veille du match entre le Raja et le Stade malien au titre des seizièmes de finale aller de la Ligue des champions, Moutouali et Hassan Taïr, sont surpris avec des filles dans un hôtel à Bamako, et sont vite sanctionnés par la commission de discipline du club. Mohsine s’acquitte d’une amende de 140 000 dirhams et sera suspendu pendant treize rencontres dont deux fermes. Les deux joueurs ne disputent pas le match, le Raja perd sur le score de 2-1 mais parvient à se qualifier au match retour sur un but de Mamadou Baila (1-0).
Le 21 mai, le Raja joue le titre en recevant l'Olympique de Khouribga au compte de l'avant dernière journée. Après avoir été menée au score, l'équipe remet les pendules à l'heure par le biais de Rachid Soulaimani. Dès le début de la seconde mi-temps, un penalty transformé avec succès par Mohsine Moutouali offre la victoire, et le dixième sacre au Raja, qui arbore son maillot avec l'étoile des dix titres de championnats.

##### Prêt au Emirates Club (2011-2012)
En 2011, Le Raja Club Athletic annonce son transfert au Emirates club, qui évolue en Arab Gulf League, sous forme d'un prêt d'une année.
Il dispute sous les couleurs de ce dernier 22 matchs avec cinq buts marqués.

##### Doublé Coupe - Championnat (2012-2013)

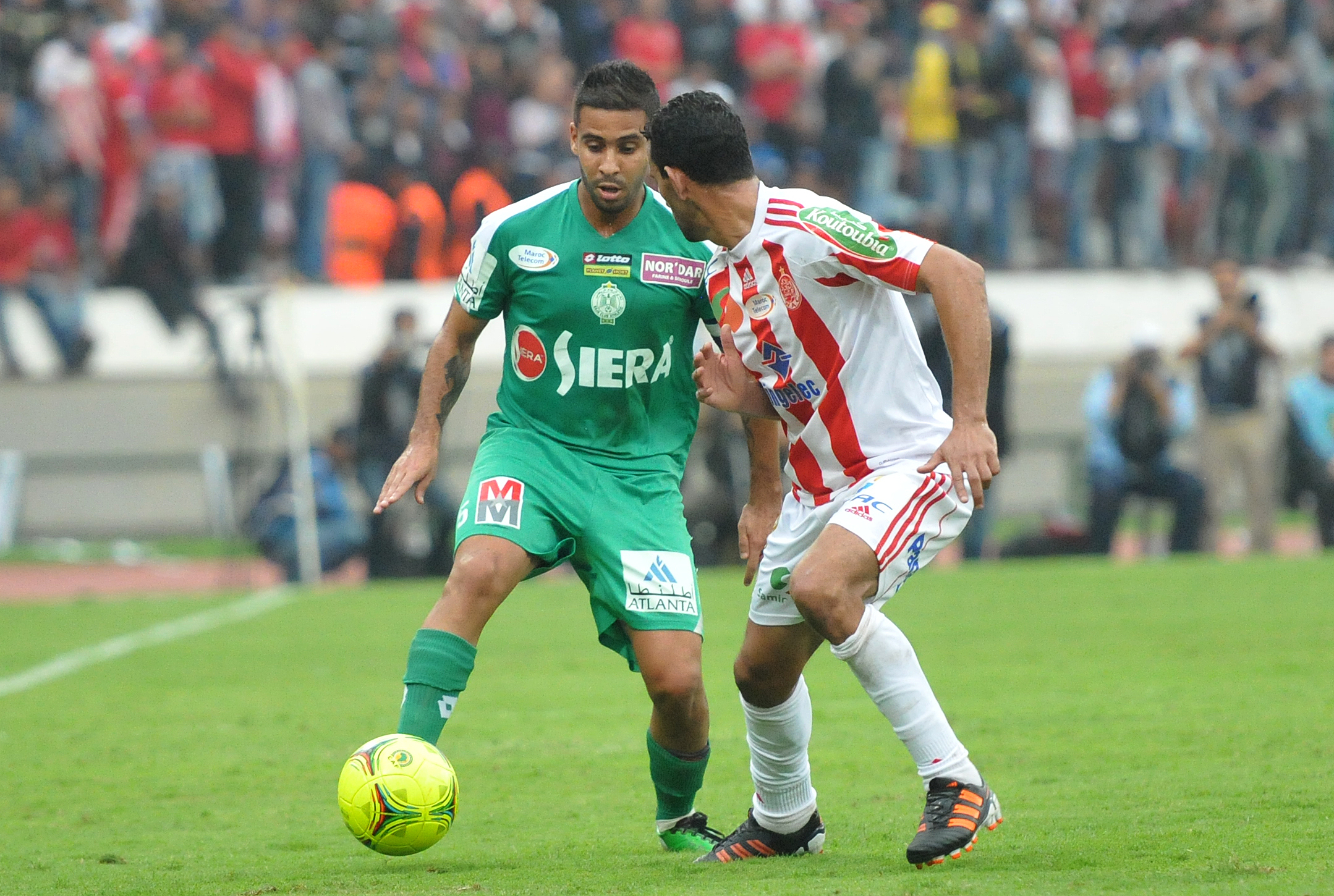
Mohsine Moutouali contre le Wydad AC en 2012

Le 7 juin 2012, se tient la tant attendue assemblée générale, le jeune Mohamed Boudrika est élu à l’unanimité nouveau président, ce dernier présente son programme et promet une révolution au Raja. L'ex-entraîneur Rajaoui, le 'général' M'hamed Fakhir revient aux commandes et plusieurs joueurs nationaux et étrangers de haut niveau sont recrutés avec Moutouali à leur tête, qui revient auprès de son club après une année aux Émirats arabes unis.
Le 17 juillet, les verts affrontent les espagnols de l'Athletic Bilbao, lors d'un match amical où 60 000 supporters ont hâte de voir le nouveau visage de leur équipe. Le Raja bat les finalistes de la Ligue Europa et de la Copa del Rey sur le score de 3-1, Moutouali marque un penalty en réalisant une « Panenka » et retrouve la sensation du jeu au bouillant Stade Mohammed V.
Lors du 113e derby, au titre des demi-finales de le coupe du trône, les verts sont menés au score 1-0, Moutouali égalise à la 89e minute sur penalty, et permet au Raja d'aller aux prolongations et de gagner le match 3-1. Les Verts tremblent pas face aux Far et remportent la finale, il s'adjuge ainsi son premier titre de la saison.
Décisif comme toujours, et lors d'un match épique, il marque un penalty aux arrêts de jeu de la rencontre face au Difaâ Hassani d'El Jadida, et offre au Raja le trophée du championnat à une journée de la fin. Moutouali, majestueux tout au long de la saison, réalise avec son club le doublé championnat-coupe, exploit rarement réalisé au Maroc.

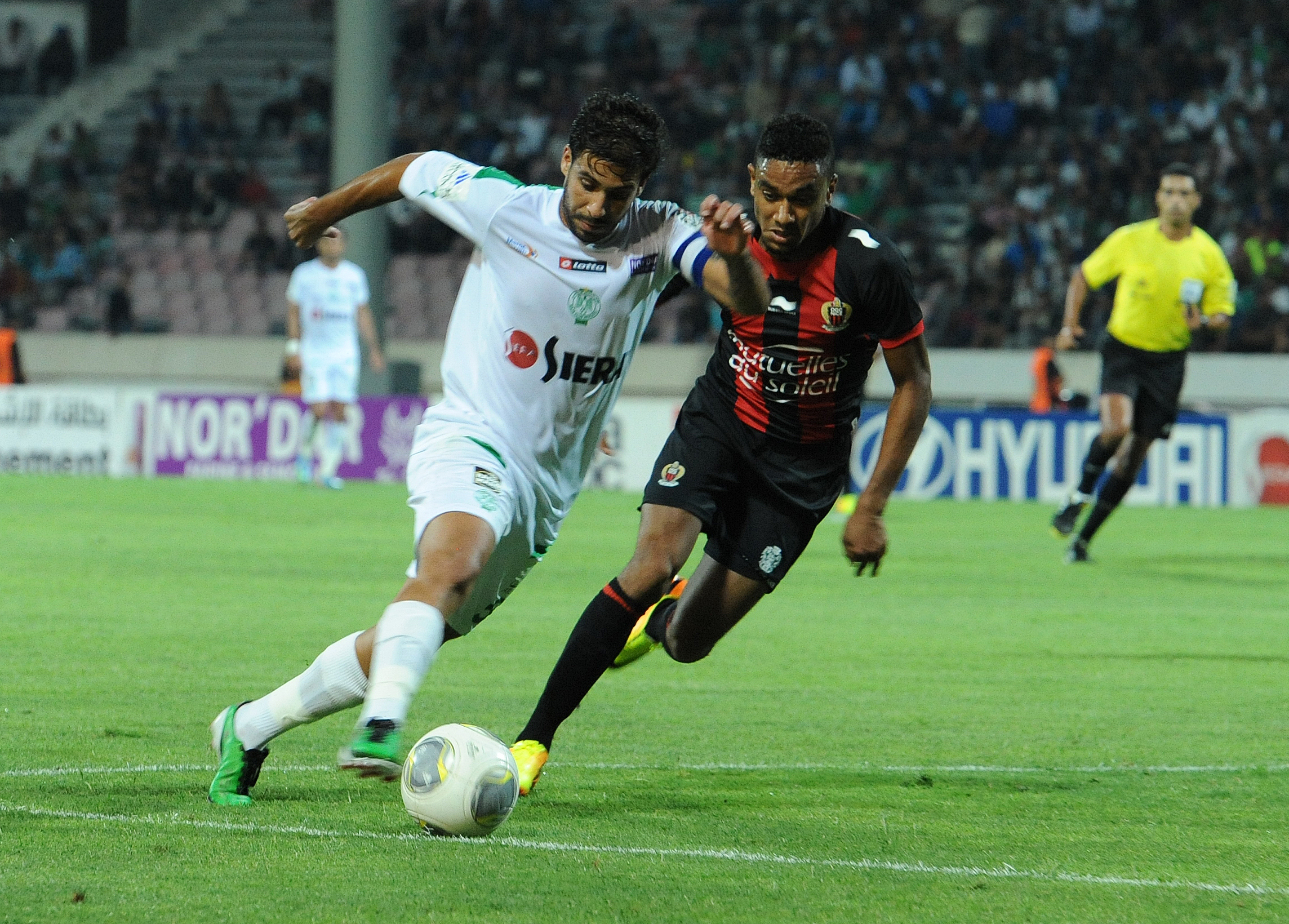
Mohsine Moutouali contre l'OCG Nice en 2013

##### Saison exceptionnelle (2013-2014)
Au titre de la nouvelle saison, et après le départ de Amine Erbate, l'entraîneur remet le brassard de capitaine à Mohsine, même avec le présence de joueurs plus âgés que lui, ce dernier a les caractéristiques d'un leader et Fakhir souhaite développer chez lui le sens de responsabilité, qui lui faisait défaut parfois.
Malgré un début de saison très difficile, Moutouali porte presque à lui seul, son équipe puisqu'il marque ou délivre une passe décisive à quasiment chaque match, mais les verts perdent la finale de la coupe du trône aux tirs au but et pour les supporters, c'est la goutte d'eau qui fait déborder le vase.
À quelques jours de la Coupe du monde, le Raja rompt le contrat de M'hamed Fakhir et nomme le Tunisien Faouzi Benzarti à sa place. Lors du premier match contre l'Auckland City (2-1), Mohsine est impérial et est nommé 'Toyota Man of the match'. En demi-finales contre les Brésiliens de l’Atlético Mineiro, il marque le deuxième but à la 83e minute sur un penalty provoqué par Mouhcine Iajour, et sur un dernier contre, Vianney Mabidé pousse le ballon au fond après un lob de Moutouali qui touche la transversale. Le Raja se qualifie donc pour la finale et s'oppose au Bayern Munich de Pep Guardiola. Malgré un bon match et plusieurs occasions ratées, les champions d'Europe s'imposent sur le score de 2-0. L'épopée des Verts est très acclamée par les supporters et les médias, et le roi Mohamed VI leur rend hommage et décore Mohsine et ses coéquipiers lors d'une cérémonie au palais royal.
La suite est tout aussi glorieuse, le Raja réalise une phase retour pharaonique et engrange 35 points sur 45 possibles, marque 30 buts et n'encaisse que 6. Lors de l'avant dernière journée, et dans un Stade Mohammed V archicomble, les Verts jouent le titre et se confrontent au leader, le Moghreb de Tétouan. Avec un Moutouali au sommet de son art qui marque un doublé, le Raja écrase son adversaire sur le score net de 5-0. Le deuxième but inscrit par Moutouali lors de cette rencontre est d'ailleurs est le 2000e du Raja de son histoire en championnat. Cependant, lors de l'ultime journée, et sur une pelouse catastrophique, le Raja est battu par un Olympique de Safi coriace et perd un titre à sa portée.

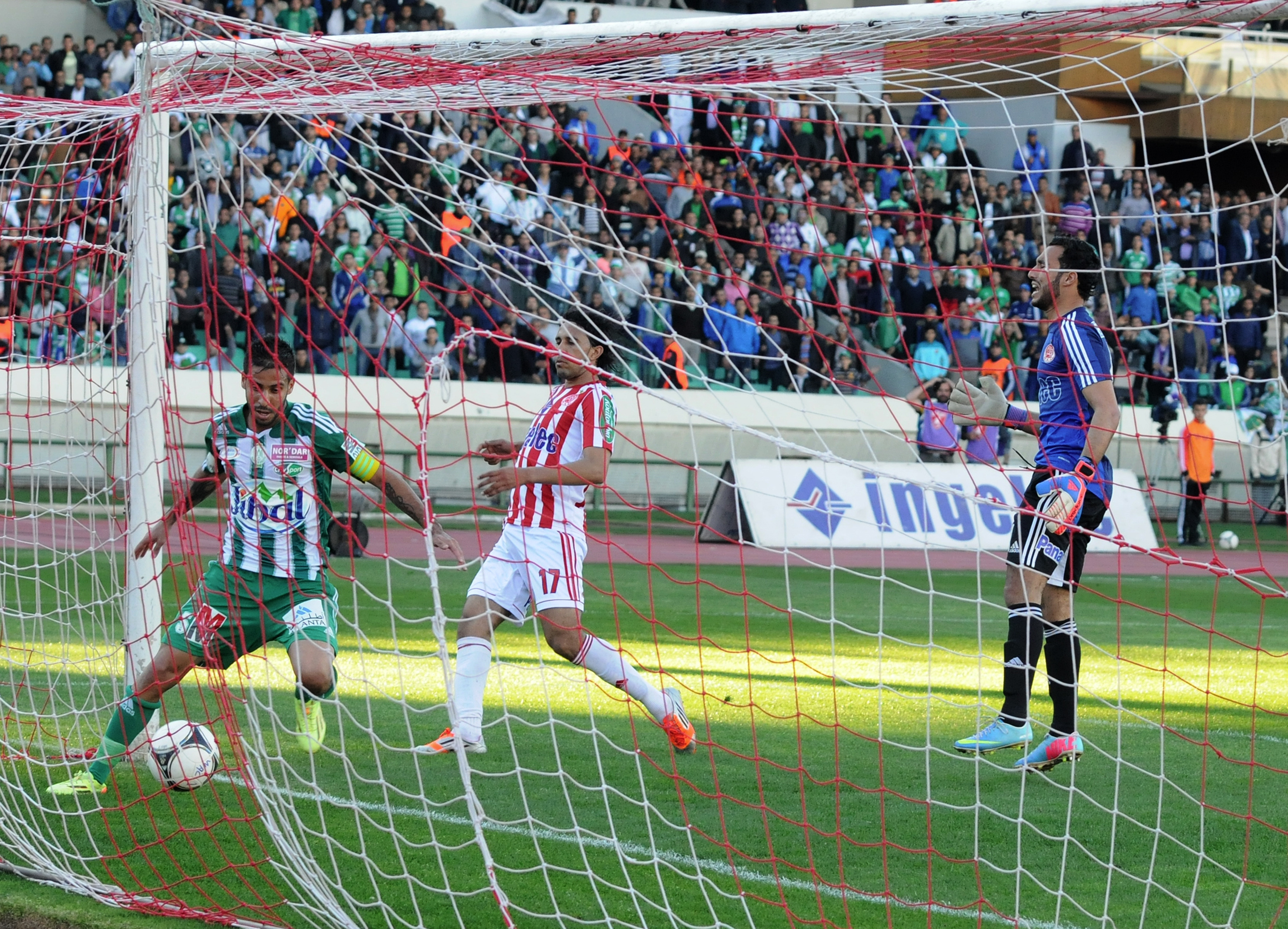
Mohsine Moutouali marquant le second but du Raja lors du en 2014

Mohsine ne gagne aucun titre cette année mais réalise entre autres la saison la plus prolifique de sa carrière, puisque sur 47 matchs disputés, il marque 17 buts et livre 9 passes décisives.

#### Passage au Qatar (2014-2019)
En juin 2014, Mohsine est sujet d'un grand transfert vers Al Wakrah SC, contre une indemnité de 1,1 million $.
Après que le club a été relégué en seconde division, il rejoint Al Rayyan après trois ans passés avec Al Wakrah. Il part finalement pour Al Ahli SC au titre de la saison 2018-2019.
Il totalise au Championnat du Qatar 136 matchs joués avec 37 buts marqués.

#### Retour au Raja (2019-2022)

##### Toujours en forme (2019-2020)
Le 12 mai 2019, le Raja Club Athletic annonce le retour de Moutouali au sein du club vert, après cinq ans passés au Qatar. Ce transfert fut immensément salué par les supporteurs, joyeux du retour d'un des joueurs emblématiques de l'histoire du Raja.
Le 14 juin, il est officiellement présenté au complexe sportif de l'Oasis. Il portera son dossard de prédilection, le numéro 5.
Le 10 août, les Verts disputent le premier match officiel de la saison contre Brikama United à Banjul lors du premier tour de la Ligue des champions 2019-2020, Mohsine délivre une prestation impériale puisqu'il marque un but à la 29e et délivre deux passes décisives à Badr Benoun.
Le 23 novembre, au titre des huitièmes de finale du Championnat arabe des clubs contre le Wydad, alors que les Verts sont menés 1-0, Mohsine marque un penalty qu'il provoque lui-même à la suite d'une faute de Cheick Comara. Pendant une période de faiblesse, l'adversaire marque trois buts pour ramener le score à 4-1. En quinze minutes, il délivre une passe-clé en profondeur pour Anas Jabroun à l'origine du deuxième but, marque un penalty en réalisant une « panenka » à la 88e minute, et délivre la passe du quatrième but pour Ben Malango qui inscrit le but d'égalisation à la 94e minute (4-4). Le match aller affichant une parité (1-1), et le Raja étant l'équipe visiteuse au match retour, les Verts se qualifient au tour suivant et éliminent leur ennemi juré lors du premier Derby dans une compétition internationale. Étant l'auteur de cet Remontada historique, tous les observateurs s'accordent à élire Moutouali Homme du match de ce 128e derby.
Le 4 janvier 2020, il commence l'année avec un but et une passe décisive contre le MC Alger en déplacement à Blida, il est désigné meilleur joueur de la rencontre,. Le 20 janvier à Berkane, alors que les Verts sont menés 2-1 contre le RS Berkane, Mohsine rate un penalty à la 77e minute, cependant, il continue de mener l'attaque du Raja et sur une combinaison avec Malango, Abdelilah Hafidi inscrit le but d'égalisation en fin de match. Il est désigné Aigle du mois de janvier 2020 par les supporters.
Le 9 février, au match retour contre le MC Alger, il est victime d'une blessure musculaire au niveau de la cuisse droite, qui l'éloigne des terrains pendant deux semaines.
En juin, alors que le football est en arrêt à cause de la Pandémie de Covid-19, il renouvelle son contrat avec le club pour deux saisons supplémentaires.
Le 11 octobre 2020, le Raja reçoit les FAR de Rabat lors de l'ultime journée, et seule la victoire peut assurer son 12e championnat, sans se soucier du Wydad le dauphin qui affronte le FUS de Rabat. Les visiteurs prennent l'avantage à quelques minutes de la fin du premier carton. A la 62e minute, il effectue une passe à Abdelilah Hafidi qui égalise d'un tir à 25 mètres du filet adverse. A la 88e minute, les rouges marquent un but qui les propulse à la tête du classement, quelques instants plus tard, Mohsine pénètre le flanc droit pour centrer à Hafidi qui marque le second but. Sur ce scénario rocambolesque, Moutouali remporte son quatrième championnat du Maroc après ceux de 2009, 2011 et 2013 ,.
La saison 2019-2020 est la plus prolifique de la carrière du joueur en termes de buts auquel il a participé avec 28, 14 buts inscrits et 14 passes décisives réalisés sur 47 matchs joués toutes compétitions confondues. C'est la deuxième fois qu'il est sacré meilleur buteur du Raja et la quatrième fois où il achève la saison meilleur passeur.

##### Mauvaise saison (2020-2021)
Le 22 décembre, au titre du deuxième tour de la Ligue des champions 2020-2021, Mohsine Moutouali participe à son 250e match avec le Raja CA depuis sa première rencontre qui remonte au 7 juin 2006.
Le 11 janvier 2021, au titre de la demi-finale du Championnat arabe des clubs contre l'Ismaily SC, il inscrit son premier but de la saison et devient le deuxième buteur de la compétition avec cinq buts, derrière le Brésilien Romarinho. Les Verts s'imposent finalement sur le score de 3-0 et se qualifient pour la finale.
Le 13 février, Mohsine se blesse aux muscles intercostaux de la cage thoracique, à un jour du match contre l'Union sportive monastirienne . La blessure qui paraissait au premier abord pas très sérieuse, finit par l'éloigner des terrains pendant 32 jours. Il fait son retour le 17 mars au compte de la deuxième journée de la Coupe de la confédération contre le Nkana FC, en disputant le dernier quart d'heure.
Le 10 juillet, le Raja CA s'impose en finale de la Coupe de la confédération face aux Algériens de la JS Kabylie et d'adjuge son troisième titre de la compétition (victoire, 2-1).
Le 21 août, le Raja remporte la Coupe arabe des clubs champions et le chèque de 6 000 000 $ en battant l'Ittihad FC aux tirs au but après une finale palpitante qui s'est soldée sur un score nul (4-4, buts de Ilias Haddad, Mahmoud Benhalib, Zakaria El Wardi et Soufiane Rahimi),. Mohsine Moutouali termine deuxième au tableau des meilleurs buteurs de la compétition avec cbuts, derrière le Brésilien Romarinho cinq 
Au terme d'une saison entrecoupée de blessures et conflits avec l'entraîneur Lassaad Chabbi, Moutouali ne dispute que 30 matchs dont 15 titularisations, avec trois buts et deux passes décisives au compteur. C'est sa pire saison au niveau individuelle depuis le début de sa carrière professionnelle en 2006.

##### Fin d'une histoire (2021-2022)
Le 24 septembre 2021, il ouvre son compteur de buts pour la nouvelle saison en inscrivant le deuxième but du Raja face à la JS Soualem lors de la troisième journée du championnat. C'est son 70e but avec le Raja en 278 matchs disputés.
Le 22 décembre, le Raja perd la Supercoupe de la CAF 2021 aux tirs au but face à Al Ahly SC après un score nul de 1-1.
Le 2 mars 2022, le club décerne à Moutouali le prix Aigle du mois de février 2022. Le 6 mars, il dispute, contre la RS Berkane en championnat, son 300e match avec le Raja et ouvre le score dès la troisième minute (victoire 1-2).
Le 16 juin, il inscrit un doublé contre le Wydad AC et offre la victoire à son équipe quelques heures après l'élection de Aziz El Badraoui à la présidence, avant d'être expulsé en fin de rencontre à cause d'un geste inapproprié. Avec six buts, il devient le deuxième buteur de l'histoire du Derby, derrière Saïd Ghandi qui en a sept.
Il joue sa 312e et dernière rencontre avec le Raja CA le 7 juillet. Il est remercié chaleureusement par le club qui commence une nouvelle ère avec un nouveau président, un nouvel entraîneur et un effectif renouvelé. Moutouali a disputé durant cette ultime saison 38 matchs couronnés de 11 buts (deuxième buteur derrière Hamid Ahaddad) et 7 passes décisives (meilleur passeur).

#### Al-Ahli SC (2022-2023)
Le 18 août 2022, il entame une nouvelle expérience professionnelle en rejoignant Al-Ahli SC de Tripoli qui s'apprête a disputer la Ligue des champions.

#### Ittihad Tanger (depuis 2023)
Le 22 janvier 2023, Mohsine Moutouali renoue avec la Botola et s'engage avec l’Ittihad de Tanger jusqu’à la fin de la saison. Lanterne rouge du classement, les Tangérois cherchent à sauver la saison et Moutouali enfile le brassard de capitaine.

### Carrière internationale
Après avoir évolué avec l'équipe du Maroc Cadets et l'équipe du Maroc Juniors, il fait ses débuts avec l'équipe olympique en 2008 sous la houlette de Fathi Jamal.
Il est convoqué pour la première fois en Équipe du Maroc par le sélectionneur national Rachid Taoussi le 13 octobre 2012, lors des qualifications à la Coupe d'Afrique des nations 2013 face au Mozambique, match remporté par les Lions de l'Atlas sur le score de 4-0.
En janvier 2014, il est convoqué par Hassan Benabicha pour disputer le Championnat d'Afrique des nations 2014 organisé en Afrique du Sud. Il est titulaire lors des trois rencontres de la phase de groupes que les Marocains terminent en première position. Lors des quarts de finale, les Lions de l'Atlas croisent le fer avec le Nigeria, Mohsine est auteur d'un doublé en première mi-temps qui s'achève sur le score de 3-0, mais les Super Eagles réalisent l'exploit et remontent le score pour remporter le match 3-4,.
Le 6 juin à Moscou, lors d'un match amical opposant le Maroc à la Russie, Mohsine entre en jeu en seconde mi-temps en remplaçant Omar El Kaddouri.
En octobre 2015, il est convoqué par Badou Zaki pour disputer les deux matchs amicaux programmés contre la Côte d'Ivoire et la Guinée. Les Lions de l'Atlas s'inclinent face aux Éléphants (1-0) tandis qu'ils se contentent d'un match nul face aux Guinéens (1-1). Moutaouali dispute uniquement le match contre les Ivoiriens,.

## Style de jeu

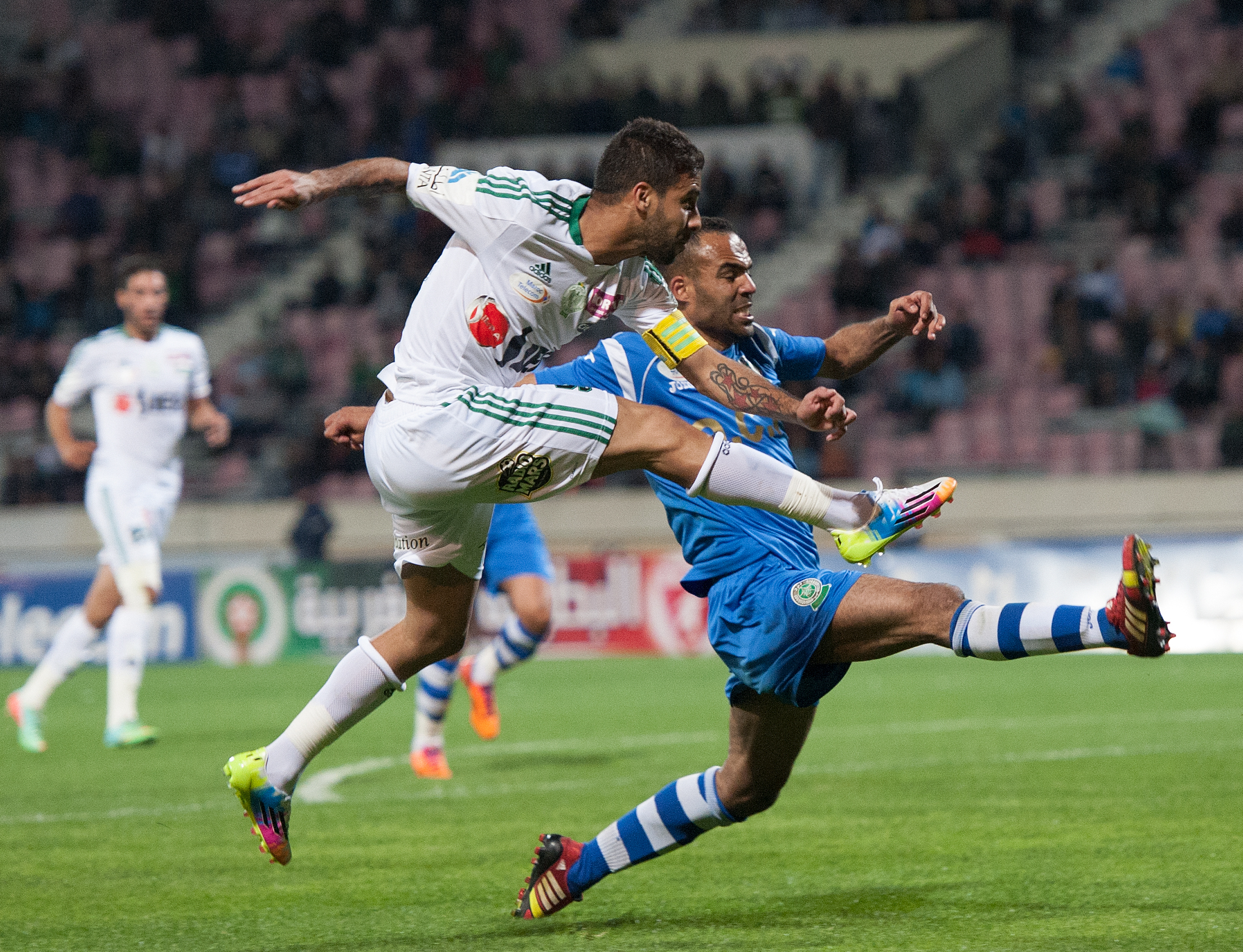
Mohsine Moutouali tirant du flanc droit, sa position préférée

De par son style de jeu et son caractère, Mohsine Moutouali est souvent comparé par le public à Diego Maradona. Sa vision du jeu est un calvaire pour les défenseurs et son instinct du dribble un régal pour les supporters. Il peut évoluer au poste de meneur de jeu comme au poste d'ailier droit vu sa technique et sa vitesse. Relais entre la défense et l'attaque, il possède également une qualité de passe rare qui lui permet d'offrir un grand nombre de ballons décisifs à ses coéquipiers.
Malgré son poste le plaçant relativement loin du but, il s'avère régulièrement buteur, Mohsine est connu pour sa justesse et pour son sang-froid devant les cages adverses. Il est parfois adepte du lob face au gardien (comme lors de la demi-finale du mondial des clubs 2013 contre l'Atlético Mineiro) mais il est tout aussi capable de marquer en force, que ce soit à l'intérieur ou hors de la surface de réparation.
Il entreprend parfois de longs raids vers le but, en particulier lors de contre-attaques, bien qu'il soit aussi décrit comme un joueur à l'esprit d'équipe, avec une très bonne vision du jeu. Mais Moutouali est aussi connu pour son intelligence de jeu, ses combinaisons efficaces et créatives, en adéquation avec le style ancestral des verts, en particulier avec ses coéquipiers Abdelilah Hafidi, Omar Boutayeb ou encore Mouhcine Iajour. Joueur essentiel de son club, il revient fréquemment au milieu de terrain, touchant ainsi beaucoup de ballons.
Mohsine est également cité comme un expert en matière de penaltys (avec un taux de réussite dépassant 90%), où il en marque à des moments extrêmement tendus, souvent aux derniers instants des matchs, comme contre l'ASEC Mimosas et l'Olympique de Khouribga en 2011 et le Difaâ d'El Jadida en 2013 (les deux offrent le championnat au Raja), et le Wydad AC en 2012 et 2019.

## Vie privée
En 2010, Mohsine Moutouali épouse Yasmina Moutaouali, une Franco-Marocaine, et eurent une année plus tard une fille qu'ils nommèrent Dina. Quelque temps après, ils eurent deux autres filles, Nayla et Lina. Il déclare qu'il considère son épouse comme «son meilleur ami», et qu’elle a changé sa vie. Son grand attachement à sa famille se remarque à travers ses divers tatouages. On retrouve notamment le prénom de sa femme sur son épaule, de ses filles, de sa mère la défunte Habiba et de son père le défunt Haj Slimane Moutouali.
Après son divorce, il se marie une seconde fois en décembre 2020.

## Carrière
- 2006-2014:  Raja Club Athletic
  - 2006-2007:  Union de Touarga (Prêt)
  - 2011-2012:  Emirates Club (Prêt)
- 2014-2017:  Al-Wakrah SC[17]
- 2017-2018:  Al Rayyan SC
- 2018-2019:  Al Ahli SC
- 2019-2022:  Raja Club Athletic
- 2022-2023:  Al-Ahli SC
- 2023-2025:  IR Tanger
- 2025- :  Hassania Agadir

## Palmarès
Raja Club Athletic (7 titres)
- Championnat du Maroc (4)
  - Champion en 2008-2009, 2010-2011, 2012-2013 et 2019-2020.
  - Vice-champion en 2009-2010, 2013-2014, 2020-2021 et 2021-2022.
- Coupe du Trône (1)
  - Vainqueur 2012.
- Coupe de la confédération (1)
  - Vainqueur en 2020-2021.
- Coupe arabe des clubs champions (1)
  - Vainqueur en 2019-2020.
- Coupe du monde des clubs :
  - Finaliste en 2013.
- Supercoupe d'Afrique
  - Finaliste en 2021.

### Distinctions personnelles
- Meilleur joueur du Championnat du Maroc : 2010-2011, 2012-2013 et 2013-2014.
- Meilleur joueur de la Coupe des Émirats arabes unis : 2011-2012.
- Meilleur joueur du Raja CA : 2008-2009, 2009-2010, 2012-2013, 2013-2014.
- Meilleur buteur du Raja CA : 2008-2009 et 2019-2020
- Meilleur passeur du Raja CA : 2008-2009, 2010-2011, 2013-2014, 2019-2020 et 2021-2022.
- Joueur du mois du Raja CA en novembre 2019, janvier 2020, octobre 2021 et février 2022.
- Trophée DDR de feu Zakaria Zerouali : 2011.
- Vainqueur du trophée Mars d'or : Meilleur footballeur de la Botola 2012-2013[59].